# Luynes
Luynes è un comune francese di 5 137 abitanti situato nel dipartimento dell'Indre e Loira nella regione del Centro-Valle della Loira.
I principali minumenti della cittadina sono il castello, registrato come monumento storico dal 1926 e l'acquedotto romano che trasportava l'acqua a Tours i cui resti sono ancora visibili nella valle tra Luynes e Fondettes.

## Società

### Evoluzione demografica
Abitanti censiti

## Amministrazione

### Gemellaggi
- Buntingford, Regno Unito, dal 1978
- Meßstetten, Germania, dal 1984
- Ólvega, Spagna, dal 1990